# Efekt Elizy
Efekt Elizy – zjawisko przypisywania przez ludzi znaczenia i sensu znakom, słowom i zdaniom, które takiego sensu same z siebie nie mają. Przykładem takiego efektu jest np. interpretowanie przypadkowych wzorów pojawiających się w fusach po kawie na dnie szklanki, czy tworzonych przez chmury na niebie jako obrazy, które przedstawiają jakieś konkretne kształty.  
Nazwa tego efektu pochodzi od pierwszego, naśladującego zwykłą konwersację programu o nazwie ELIZA. Program ten wybierał pewne kluczowe słowa z wypowiedzi ludzi, a następnie tworzył „odpowiedź” łącząc słowo kluczowe ze zwrotami z wcześniej wprowadzonej bazy danych „otwartych zwrotów”, takich jak „co to dla ciebie znaczy”, „zawsze ma sens”, „Nie znam” itp, co dawało czasami efekt „głębokiego znaczenia” odpowiedzi, a czasami chęć jej kontynuowania.  
Np. program Eliza na pytanie: „Czy jesteś człowiekiem?” mógł dać odpowiedź: „Być człowiekiem... czy to coś znaczy...” albo „Co myślisz o mojej matce?” dawał odpowiedź: „Nie znam twojej matki, opowiedz mi o niej coś więcej”.
Efekt Elizy powoduje, że ludzi jest stosunkowo łatwo przekonać, że dana maszyna naprawdę myśli i daje sensowne odpowiedzi, nawet jeśli te odpowiedzi są po prostu losowane z wcześniej przygotowanego zbioru, pod warunkiem że dana osoba nie wie, że rozmawia z maszyną. W przypadku gdy dana osoba wie, że może rozmawiać z maszyną, efekt Elizy traci na znaczeniu.